# SN 1991J
SN 1991J – supernowa typu II odkryta 19 lutego 1991 roku w galaktyce NGC 5020. W momencie odkrycia miała maksymalną jasność 17,00m.